# President Coolidge (schip, 1931)

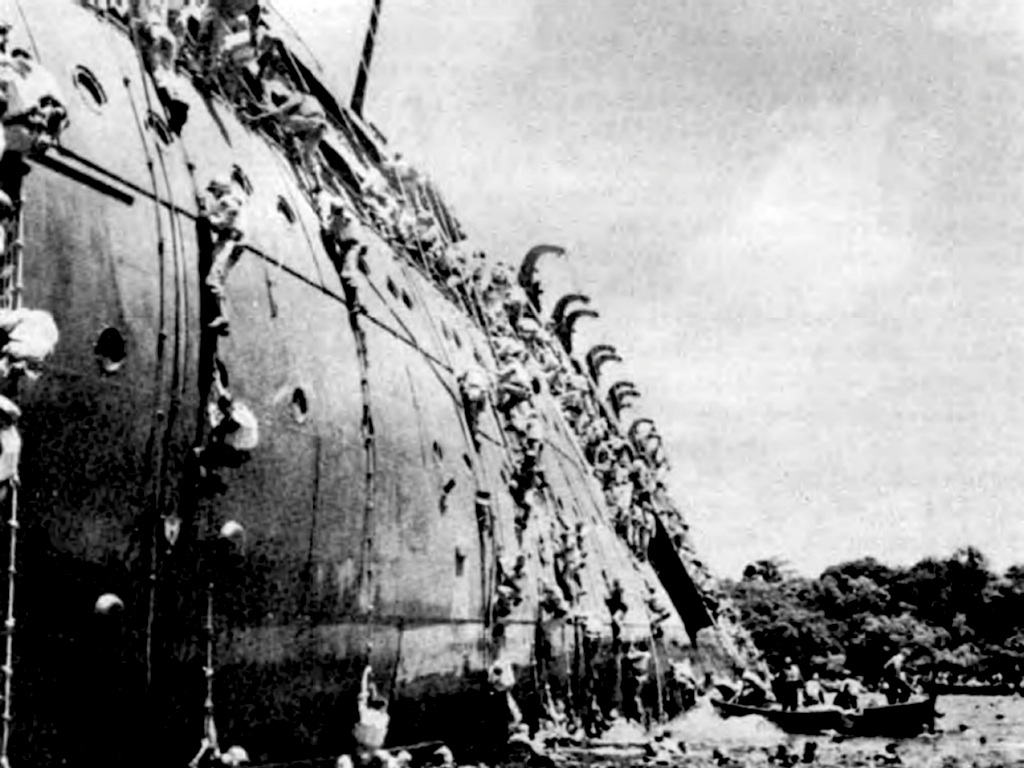
Soldaten verlaten het schip

Het stoomschip President Coolidge was een Amerikaans luxe passagiersschip, dat werd gedoopt en tewatergelaten door mw. Grace Coolidge, de vrouw van de voormalige president Calvin Coolidge. Het werd van december 1941 tot oktober 1942 ingezet voor het vervoer van troepen, toen ze werd getroffen door twee zeemijnen in Espiritu Santo in de Nieuwe Hebriden.
Het schip kwam in 1931 in de vaart. Het voer oorspronkelijk voor de Dollar Steamship Lines tot 1938 en daarna voor de American President Lines tot 1941. In dat jaar werd het schip overgenomen door de US War Department. Het maakte enkele reizen in de Grote Oceaan in 1942 werd ze omgebouwd voor het transport van militairen. Overbodige civiele voorzieningen werden verwijderd waardoor er ruimte ontstond voor 5000 man. Ze kreeg bewapening en de zwart-witte romp werd overgeschilderd in marinegrijs.
Op 6 oktober 1942 voer ze met 5300 man aan boord van San Francisco naar Nieuw-Caledonië. Aangekomen bij Espiritu Santo moest ze veilig de haven zien te bereiken. Er waren Japanse onderzeeboten in de buurt gesignaleerd en ze koos voor een veilige route. Kapitein Nelson wist niet dat deze vaarweg met zeemijnen werd verdedigd. De mijnen waren door de Amerikaanse marine gelegd, maar de kapitein was hiervan niet op de hoogte gesteld. Op 26 oktober kreeg ze kort na elkaar twee zeemijnen tegen de scheepsromp, die ontploften en het schip maakte water. De kapitein voer direct naar ondiep water en zette het schip aan de grond.
De bemanning kreeg bevel het schip te verlaten en iedereen bereikte veilig wal. De evacuatie duurde zo'n 90 minuten. Het schip lag echter niet stevig en gleed de diepere vaarweg in en verdween onder het water. Er kwamen twee personen om, Robert Reid was in de machinekamer toen de eerste zeemijn ontplofte, en legerkapitein Elwood J. Euart. Euart redde diverse mannen die in het ruim van het schip vastzaten, maar door uitputting kon hij zelf niet op tijd vluchten toen het schip eenmaal ten onder ging. In 2015 werd het lichaam van Euart geborgen en werd hij met militaire eer begraven in Rhode Island.
De President Coolidge had een zusterschip, de President Hoover, dat in 1930 al was opgeleverd en in 1937 verloren ging in een tyfoon.